# Bustylus
Bustylus — вимерлий рід евтерієвих із родини Adapisoriculidae. Він був описаний Еммануелем Гербрандтом і Расселом у 1991 році, типовим видом є B. cernaysi, описаний у пізньому палеоцені в Серне, Франція (звідки походить епітет виду), і, можливо, також з Німеччини. Пізніше Ґербрандт переописав вид Peradectes marandati (Crochet and Sigé, 1983) як вид Bustylus. Третій вид, B. folieae, був описаний у ранньому палеоцені Бельгії Еріком де Бастом, Бернаром Сіге та Тьєррі Смітом у 2012 році. B. folieae був названий на честь доктора Аннеліз Фолі.

## Види
- Bustylus cernaysi Gheerbrandt & Russell, 1991
- Bustylus marandati (Crochet & Sigé, 1983)
- Bustylus folieae De Bast et al., 2012